# أوتو فان ريس
أوتو فان ريس (بالهولندية: Otto van Rees؛ بالألمانية: Otto van Rees) هو نقاش ‏ ورسام توضيحي وفنان ورسام هولندي وألماني، ولد في 20 أبريل 1884 في فرايبورغ في ألمانيا، وتوفي في 19 مايو 1957 في أوترخت في هولندا.